# Palín (municipio)
Palín (del poqomam «Pa'laq ha'» que significa «agua en calma, o quieta» ) es un municipio industrial del departamento de Escuintla, en Guatemala. Fue elevado a la categoría de municipio el 16 de octubre de 1836.
Palín es un municipio de múltiples costumbres y tradiciones, y su principal característica es su ceiba. Su fiesta titular es el 30 de julio en honor a San Cristóbal.
Palín se encuentra a 40 km de la Ciudad de Guatemala y de acuerdo al censo de 2018, la población tenía más de 67.965 habitantes. Muchos de los pobladores provienen de municipios cercanos como Escuintla (del departamento homónimo), Santa María de Jesús (del departamento de Sacatepéquez), Amatitlán, Villa Nueva y Guatemala (del departamento de Guatemala) que han emigrado por la sobrepoblación que existe en estos últimos.

## Geografía física

### Clima
En Palín tiene clima tropical, y de acuerdo con la Clasificación de Köppen, predomina el Clima Tropical de Sabana (Aw). Sus precipitaciones son aproximadamente de 1700 mm anuales, sin embargo, sus precipitaciones son constantes en la mayor parte del año, aunque no son tan comunes en los meses de noviembre a abril.
| Parámetros climáticos promedio de Palin | Parámetros climáticos promedio de Palin | Parámetros climáticos promedio de Palin | Parámetros climáticos promedio de Palin | Parámetros climáticos promedio de Palin | Parámetros climáticos promedio de Palin | Parámetros climáticos promedio de Palin | Parámetros climáticos promedio de Palin | Parámetros climáticos promedio de Palin | Parámetros climáticos promedio de Palin | Parámetros climáticos promedio de Palin | Parámetros climáticos promedio de Palin | Parámetros climáticos promedio de Palin | Parámetros climáticos promedio de Palin |
| Mes                                     | Ene.                                    | Feb.                                    | Mar.                                    | Abr.                                    | May.                                    | Jun.                                    | Jul.                                    | Ago.                                    | Sep.                                    | Oct.                                    | Nov.                                    | Dic.                                    | Anual                                   |
| --------------------------------------- | --------------------------------------- | --------------------------------------- | --------------------------------------- | --------------------------------------- | --------------------------------------- | --------------------------------------- | --------------------------------------- | --------------------------------------- | --------------------------------------- | --------------------------------------- | --------------------------------------- | --------------------------------------- | --------------------------------------- |
| Temp. máx. media (°C)                   | 26.4                                    | 27.0                                    | 28.1                                    | 28.0                                    | 27.5                                    | 26.1                                    | 26.4                                    | 26.5                                    | 25.8                                    | 25.8                                    | 25.9                                    | 25.9                                    | 26.6                                    |
| Temp. media (°C)                        | 20.7                                    | 21.0                                    | 22.0                                    | 22.4                                    | 22.3                                    | 21.7                                    | 21.7                                    | 21.7                                    | 21.3                                    | 21.1                                    | 20.8                                    | 20.5                                    | 21.4                                    |
| Temp. mín. media (°C)                   | 15.0                                    | 15.1                                    | 15.9                                    | 16.8                                    | 17.2                                    | 17.4                                    | 17.1                                    | 17.0                                    | 16.9                                    | 16.5                                    | 15.8                                    | 15.1                                    | 16.3                                    |
| Precipitación total (mm)                | 2                                       | 5                                       | 10                                      | 40                                      | 159                                     | 327                                     | 249                                     | 247                                     | 329                                     | 196                                     | 32                                      | 7                                       | 1603                                    |
| Fuente: Climate-Data.org                |                                         |                                         |                                         |                                         |                                         |                                         |                                         |                                         |                                         |                                         |                                         |                                         |                                         |

### Ubicación geográfica
Palín se encuentra en el departamento de Escuintla, y sus colidancias son:
- Norte: Villa Canales, municipio del departamento de Guatemala
- Sur: Escuintla y San Vicente Pacaya, municipios del departamento de Escuintla
- Este y sureste: San Vicente Pacaya, municipio del departamento de Escuintla[8]
- Oeste y suroeste: Escuintla, municipio del departamento homónimo[8]

|                     | Norte: Villa Canales              |                             |
| Oeste: Escuintla    |                                   | Este: San Vicente Pacaya    |
| Suroeste: Escuintla | Sur: Escuintla San Vicente Pacaya | Sureste: San Vicente Pacaya |

## Gobierno municipal
Los municipios se encuentran regulados en diversas leyes de la República, que establecen su forma de organización, lo relativo a la conformación de sus órganos administrativos y los tributos destinados para los mismos. Aunque se trata de entidades autónomas, se encuentran sujetas a la legislación nacional. Las principales leyes que rigen a los municipios en Guatemala desde 1985 son:
| N.º | Ley                                                | Descripción |
| --- | -------------------------------------------------- | --- |
| 1   | Constitución Política de la República de Guatemala | Tiene una regulación legal específica para los municipios en los artículos 253 al 262. |
| 2   | Ley Electoral y de Partidos Políticos              | Ley de carácter constitucional aplicable a los municipios en el tema de la conformación de sus autoridades electas. |
| 3   | Código Municipal                                   | Decreto 12-2002 del Congreso de la República de Guatemala. Tiene la categoría de ley ordinaria y contiene preceptos generales aplicables a todos los municipios, e inclusive contiene legislación referente a la creación de los municipios.             |
| 4   | Ley de Servicio Municipal                          | Decreto 1-87 del Congreso de la República de Guatemala. Regula las relaciones entra la municipalidad y los servidores públicos en materia laboral. Tiene su base constitucional en el artículo 262 de la constitución que ordena la emisión de la misma. |
| 5   | Ley General de Descentralización                   | Decreto 14-2002 del Congreso de la República de Guatemala. Regula el deber constitucional del Estado, y por ende del municipio, de promover y aplicar la descentralización y desconcentración económica y administrativa.                                |

El gobierno de los municipios de Guatemala está a cargo de un Concejo Municipal mientras que el código municipal —que tiene carácter de ley ordinaria y contiene disposiciones que se aplican a todos los municipios de Guatemala— establece que «el concejo municipal es el órgano colegiado superior de deliberación y de decisión de los asuntos municipales […] y tiene su sede en la circunscripción de la cabecera municipal». Por último, el artículo 33 del mencionado código establece que «[le] corresponde con exclusividad al concejo municipal el ejercicio del gobierno del municipio».
El concejo municipal se integra con el alcalde, los síndicos y concejales, electos directamente por sufragio universal y secreto para un período de cuatro años, pudiendo ser reelectos.

## Historia

### Fundación de la encomienda

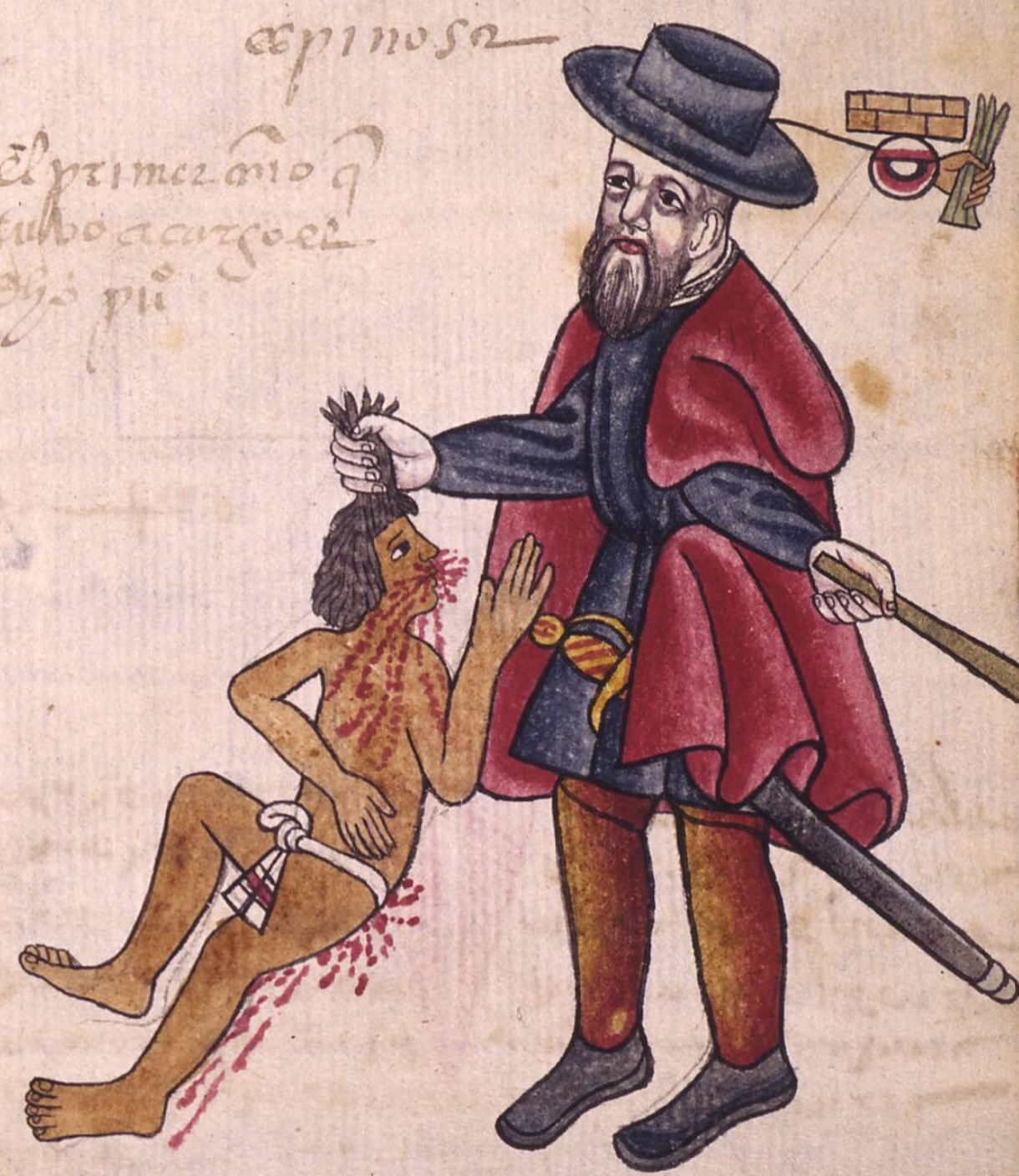
Códice Kingsborough: un encomendero abusa de un indígena. Copia del italiano Agostino Aglio 1825-1826, para Lord Kingsborough.

Después de la conquista del altiplano guatemalteco en 1524, se inició la etapa de fundación de encomiendas, para lo que se aglutinaban a las personas que acompañaban a los españoles con encomiendas o a algunas poblaciones dispersas que habían huido de la ocupación. En algunas ocasiones se aglutinaban a personas hablantes de un mismo idioma o simplemente eran traídos de otros lugares para formar los nuevos poblados. Las fundaciones fueron ordenadas en 1538 a instancias del Obispo Francisco Marroquín por cédula que tuvo que reiterarse en 1541. El Oidor Juan Rogel Vásquez fue enviado por la Audiencia para hacer realidad la fundación de pueblos, encomendando éste a los religiosos de las órdenes regulares conocedores de los idiomas indígenas para dirigir la reducción, centrando su atención en las cabeceras de los señoríos.
Las encomiendas no solamente organizaban a la población indígena como mano de obra forzada sino que era una manera de recompensar a aquellos españoles que se habían distinguido por sus servicios y de asegurar el establecimiento de una población española en las tierras recién descubiertas y conquistadas. También servían como centro de culturización y de evangelización obligatoria pues los indígenas eran reagrupados por los encomenderos en pueblos llamados «Doctrinas», donde debían trabajar y recibir la enseñanza de la doctrina cristiana a cargo de religiosos de las órdenes regulares, y encargarse también de la manutención de los frailes.
Por su parte, los frailes dirigían toda la operación de la fundación de un poblado, incluyendo el diseño de calles, templos, escuelas, casas consistoriales, y el cabildo. El mecanismo que seguían los religiosos era que, en compañía de los caciques conquistado, ubicaban el antiguo o nuevo lugar -preferiblemente en valles-, luego los indígenas sembraban las milpas, y luego se diseñaban las calles bajo el sistema de cuadrícula partiendo de la cruz mojonera situada al centro de la plaza; las manzanas tenían cien varas por lado, las calles entre diez a ocho varas de ancho, con dirección hacia los puntos cardinales con leve desviación del norte magnético. Cada manzana albergaba a varias familias con tierras para sus cultivos, hornos, temascal y animales domésticos, dejando en el centro el lugar para edificar el templo con la fachada hacia el este, la casa de cabildo, escuelas y mercados.
En la tradición oral de Palín se refiere que la fundación de la encomienda local habría ocurrido el 30 de julio de 1535, día de San Cristóbal bajo cuya protección fue puesto el poblado: «Cuenta que cuando vinieron las personas a este pueblo hubo mucha fiesta, venían con tambores, se hubicarón donde hoy es el mercado y sembraron ese día la Ceiba que hoy está frente a la iglesia. A cada persona le dieron sus terrenos, los Cojones en San Lucas, los López en San José, los Pirique en San Pedro y los Rancho en San Antonio».
Por otra parte, documentos encontrados en el Archivo General de Centro América en la Ciudad de Guatemala sobre Mercedes y Ordenanzas describen el nombramiento como encomendero de San Cristóbal Amatitlán al señor Francisco Lobos de Vargas en 1594; Lobos de Vargas era un conquistador que estaba casado con una hermana de Diego de Paz Molina quien era el encargado original de la encomienda del lugar, y quien había fallecido.

### Extravío del título original de Palín
La tradición oral también refiere que existía un título del pueblo en manos de los principales, el cual señalaba los mojones antiguos; sin embargo, al parecer un presidente se llevó los papeles de todos los pueblos, y como no existía copia, se perdió. De los documentos encontrados posteriormente ninguno indica la fecha exacta de la fundación de Palín.
La copia del título N.º 158 de fundación de San Cristóbal Palín y San Pedro Mártir del Valle, de fecha febrero de 1751 indica que habiéndose extraviado en Amatitlán el documento original de fundación, se hizo necesario realizar una nueva copia y remedición de las tierras. La copia del título N.°158 dice textualmente:
| Juan Antonio del Bosque, Juez Subdelegado de tierras, los testigos de asistencia Manuel Gonzáles y Miguel Cirilo peritos nombrados, Josef de Anís, defensor; Antonio Cirilo de la Concha, Diego García y Manuel Caracas, además: Cristóbal Sol, Alcalde de Primero Voto; Bernabé Supe, Alcalde y Escribano; Juan Son, Gaspar Chacón, Nicolás Marqués, Gaspar Saguache, Agustín Saguache, Agustín Quispal, Matías Antonio y otros naturales y principales de este pueblo. Adjudícase a los naturales de San Cristóbal Palín y San Pedro Mártir del Valle de esta ciudad de las doscientas ocho caballerías de tierra contenidas en estos autos, setenta y dos para sus ejidos, labranzas y siembras que hacen dos leguas en cuadro de a cinco mil varas castellanas que se compone cada legua de treinta y seis caballerías y cada caballería de veintidós cuerdas, treinta y seis varas y media de largo y su mitad de ancho, habiendo componer con su Majestad dichos naturales de las ciento treinta y seis caballerías restantes a razón de siete tostones por cada caballería que es le mitad de su verdadero precio. Ordeno y mando al Alcalde Mayor de dichas tierras, para sus montes, aguas pastos, nacederos, de ellas ni parte alguna pueda ser desprendido sin antes ser primero oídos por fuero y derecho vencidos. Y así se guarde y cumpla sin hacer en contrario con ningún pretexto. 16 de marzo de 1793. —Francisco Robledo, por mandato de su señoría, Ignacio Guerra. Es copia de su original.» |

### Tras la Independencia de Centroamérica
La constitución del Estado de Guatemala promulgada el 11 de octubre de 1825 estableció los circuitos para la administración de justicia en el territorio del Estado y menciona que el poblado de Palín era parte del Circuito Escuintla en el Distrito N.º 2 del mismo nombre, junto con Escuintla, San Pedro Mártir, Chahuite, Masagua, Guanagazapa, los dos Mixtanes, Don García, Tecuaco, La Gomera, Chipilapa, Siquinalá y Cotzumalguapa.

### Fundación del municipio

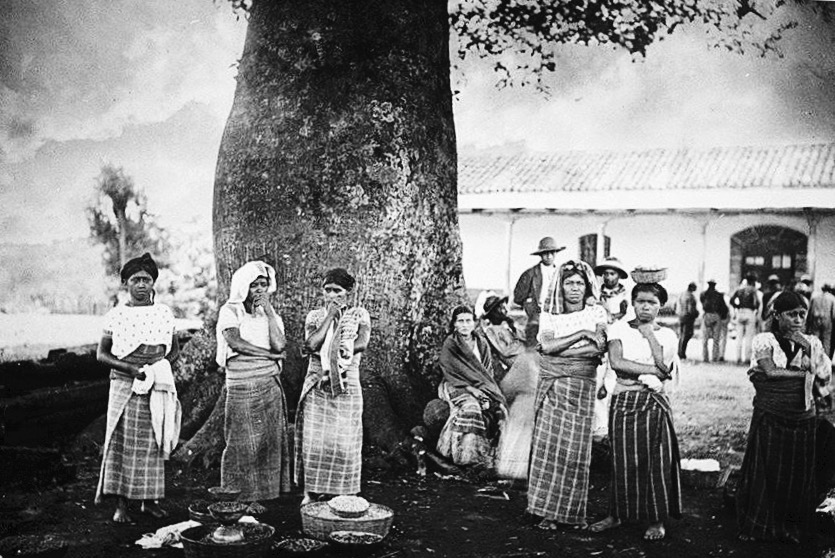
Ceiba de Palín alrededor de 1900.

Tras la Independencia de Centroamérica y durante el gobierno de Mariano Rivera Paz, por decreto del 6 de noviembre de 1839, Palín formó un distrito independiente junto con Amatitlán y Villa Nueva para su gobierno político. El distrito cambió su nombre y categoría a departamento, pasando a ser el departamento de Amatitlán conforme acuerdo del Ejecutivo del 8 de mayo de 1866 del gobierno del mariscal Vicente Cerna y Cerna. Finalmente, el departamento de Amatitlán fue suprimido por decreto legislativo 2081 del 29 de abril e 1935 durante el gobierno del general Jorge Ubico y Palín pasó a la jurisdicción del departamento de Escuintla.

## En el cine
La ceiba centenaria de Palín fue la localización de la escena de la película La gitana y el charro (1963), quizá  mejor comedia del productor guatemalteco Manuel Zeceña Diéguez, que se inicia con la canción El dicharachero entre un charro terrateniente (Antonio Aguilar) y la lideresa de un grupo de gitanos (Lola Flores).